# PHYLIP
PHYLIP (PHYLogeny Inference Package) é um pacote de programas de filogenética computacional, de licença livre, para inferência de árvores evolucionárias (filogenias). O nome é um acrônimo para PHYLogeny Inference Package. É constituído por 35 programas portáveis, ou seja, o código-fonte é escrito em C e executáveis pré-compilados estão disponíveis para Windows(95/98/NT/2000/me/XP), Mac OS 8 and 9, Mac OS X, e sistemas Linux.
A documentação completa é escrito para todos os programas do pacote e faz parte do pacote. O autor deste pacote é Joseph Felsenstein, Professor no Departamento de Ciências Genômicas e do Departamento de Biologia da Universidade de Washington, Seattle.
Métodos (implementados para cada programa) que estão disponíveis no pacote incluem máxima parcimônia, matriz de distâncias e da máxima verossimilhança, incluindo calcular apoio estatístico para clados (bootstrapping) e árvores de consenso. Os tipos de dados que podem ser manuseados incluem seqüencias moleculares, freqüências gênicas, sítios de restrição e fragmentos, matrizes de distância, e caracteres discretos.
O PHYLIP é um programa a partir de linha de comando e não tem uma interface do tipo aponte-clique.  Cada programa é controlado através de um menu, que pede aos usuários quais as opções que deseja definir, e permite-lhes iniciar o cálculo. Os dados são lidos no programa a partir de um arquivo de texto, que o usuário pode preparar utilizando qualquer processador de texto ou editor de texto (mas é importante que este arquivo de texto não esteja em um formato especial do processador de texto— ele deve ser em vez disso estar em Flat ASCII ou Formato somente texto). Alguns programas de análise de sequência, como o programa de alinhamento ClustalW podem gravar arquivos de dados no formato PHYLIP. A maioria dos programas procuram os dados em um arquivo chamado infile— se eles não encontram esse arquivo, pedem então que o usuário digite o nome do arquivo de dados.
A saída é escrita em arquivos com nomes como outfile e outtree. Árvores gravadas em outtree estão no formato Newick, um padrão informal acordado em 1986 por autores dos principais pacotes de filogenia.

## Programas Phylip
| Nome do Programa | Descrição |
| ---------------- | --- |
| protpars         | Estima filogenias de seqüências de proteínas usando o método da máxima parcimônia. |
| dnapars          | Estima filogenias de seqüências de DNA usando o método da máxima parcimônia. |
| dnapenny         | Ramo de parcimônia de ADN e método vinculado. Localiza todas os filogenias mais parcimoniosas para sequências de ácidos nucleicos pela busca branch-and-bound. |
| dnamove          | Construção interativa de filogenias a partir de sequências de ácidos nucleicos, com a sua avaliação pelo método de parcimônia de ADN, com compatibilidade e exibição de bases ancestrais reconstruídas. |
| dnacomp          | Faz estimativas de filogenias a partir de dados de seqüências de ácidos nucléicos usando o critério de compatibilidade. |
| dnaml            | Faz estimativas de filogenias a partir de dados de seqüências de nucleótidos usando o método da máxima verossimilhança. |
| dnamlk           | Método de ADN com máxima verossimilhança com relógio molecular. Utilizando ambas ferramentas dnaml e dnamlk juntas permite um teste de razão de verossimilhança para a hipótese do relógio molecular. |
| proml            | Estima filogenias a partir de sequências de aminoácidos de proteínas usando o método da máxima verossimilhança. |
| promlk           | Método por máxima verossimilhança em sequências de proteínas usando relógio molecular. |
| restml           | Estimativa de filogenias por máxima verossimilhança usando dados de sítios de restrição (não de fragmentos de restrição, mas a partir da presença ou ausência de sítios individuais). |
| dnainvar         | Para os dados de seqüência de ácidos nucléicos em quatro espécies, ele calcula as invariantes da filogenética de Lake e Cavender, que testam topologias de árvore alternativas. |
| dnadist          | Método da distância de ADN que calcula quatro distâncias diferentes entre as espécies a partir de seqüências de ácidos nucléicos. As distâncias podem então ser usadas nos programas de matriz de distância. |
| protdist         | Método da distância de seqüências de proteínas que computa a medida de distância para sequências de proteínas, usando estimativas pela máxima verossimilhança baseado na matriz PAM de Dayhoff, na aproximação de Kimura em 1983 para ela, ou um modelo baseado no código genético mais uma restrição em mudar para uma categoria diferente de aminoácidos. |
| restdist         | Distâncias calculadas a partir de dados de sítios de restrição ou dados de fragmentos de restrição. |
| seqboot          | Programa de Bootstrapping/Jackknifing. Lê um conjunto de dados, e produz vários conjuntos de dados a partir dele por reamostragem de bootstrap. |
| fitch            | Método de matriz de distâncias de Fitch-Margoliash. Estima filogenias a partir de dados da matriz de distância no âmbito do "modelo de árvore de aditivo", segundo o qual as distâncias são esperadas a se igualar as somas de comprimentos dos ramos entre as espécies. |
| kitsch           | Método de matriz de distâncias de Fitch-Margoliash com relógio molecular. Estima filogenias a partir de dados da matriz de distância no âmbito do modelo "ultramétrico" que é o mesmo que o modelo de árvore de aditivo, exceto que um relógio evolutivo é assumido. |
| neighbor         | Uma implementação do método Agrupamento de vizinhos (Neighbor-Joining) e do método UPGMA. |
| contml           | Máxima verossimilhança de caracteres contínuos e frequências de genes. Estima filogenias a partir de dados de freqüência de genes por máxima verossimilhança sob um modelo em que todas as divergências são devido à deriva genética na ausência de novas mutações. Este programa também pode fazer uma análise de máxima verossimilhança dos caracteres contínuos que evoluem por um modelo de movimento browniano, assumindo que os caracteres evoluem em proporções iguais e de forma não correlacionada. Não leva em conta as correlações de caracteres. |
| contrast         | Lê uma árvore de um arquivo de árvores, e um conjunto de dados com dados contínuos de caracteres, e produz os contrastes independentes para estes caracteres, para uso em qualquer pacote de estatística multivariada. |
| gendist          | Programa que calcula a distância genética de uma das três diferentes fórmulas de distância genética a partir de dados de freqüência de genes. |
| pars             | Método da parsimônia para caracteres discretos não ordenados de multiestados. |
| mix              | Estima filogenias usando alguns métodos de parsimôniapara dados de caracteres discretoscom dois estados (0 e 1). Permite o uso do método de parsimônia de Wagner, o método de parsimônia de Camin-Sokal, ou misturas arbitrárias destes. |
| penny            | Método misto de branch and bound que encontra todas as filogenias mais parcimoniosas para os caráteres discretos de dados com dois estados, para os critérios de Wagner, Camin-Sokal, e os critérios de parcimônia mistos usando o método branch-and-bound de pesquisa exata. |
| move             | Construção interativa de filogenias a partir de dados de caracteres discretos com dois estados (0 e 1). Avalia critérios de parcimônia e compatibilidade para aquelas filogenias e exibe estados reconstruídos ao longo da árvore. |
| dollop           | Estimata filogenias pelos critérios de parcimônia de polimorfismo ou de Dollo para dados de caracteres discretos com dois estados (0 e 1). |
| dolpenny         | Localiza todas as filogenias mais parcimoniosas para dados de caracteres discretos com dois estados, para o critério Dollo ou critério de parcimônia de polimorfismo usando o método branch-and-bound de pesquisa exata. |
| dolmove          | Construção interativa de filogenias a partir de dados de caráteres discretos com dois estados (0 e 1), utilizando o Dollo ou critérios de parcimônia de polimorfismo. Avalia critérios de parcimônia e compatibilidade para aquelas filogenias e exibe estados reconstruídos ao longo da árvore. |
| clique           | Encontra o maior clique de caracteres compatíveis entre si, e a filogenia que eles recomendam, para dados de caracteres discretos com dois estados (0 e 1). O maior clique (ou todos os cliques dentro de um intervalo de tamanho dado - de um dos maiores) são encontrados por um ramo muito rápido e método de pesquisa vinculados. |
| factor           | Programa de recodificação de caracteres que leva dados discretos com multiestados com árvores de estados de caracteres e produz os conjuntos de dados correspondentes com dois estados (0 e 1). |
| drawgram         | Programa de desenho de árvores enraizadas que traça filogenias enraizadas, cladogramas, e fenogramas em uma ampla variedade de formatos controláveis pelo usuário. O programa é interativo e permite a visualização da árvore em computadores PC ou Macintosh, telas gráficas e Tektronix ou terminais gráficos digitais. |
| drawtree         | Programa de desenho de árvores não enraizadas semelhante ao DRAWGRAM, traça filogenias não enraizadas .. |
| consense         | Programa de árvores de consenso que calcula árvores de consenso pelo método de árvore com regra de maior consenso, que também permite facilmente encontrar a árvore de consenso estrito. Não é capaz de calcular a árvore de consenso de Adams |

| treedist
| Calcula a distância diferencial simétrica Robinson-Foulds entre árvores, que permite a existência de diferenças de topologia entre árvores.
|----
| retree
| programa de rearranjo interactivo de árvores que lê uma árvore (com os comprimentos dos ramos, se necessário) e permite que se coloque uma nova raiz na árvore, rodar ramos, mudar os nomes das espécies e tamanhos dos ramos, e depois escrever os resultados num ficheiro. Pode ser usado para converter ente árvores com e sem raiz.
|}